# パロディスト
パロディスト（parodist）とは、即ちパロディーを行う人。または対象となる原作あるいは人物を揶揄したり風刺的に模倣する人、あるいは茶化したようにデフォルメして真似る人、批判目的で物真似する人を指す。

## 代表的なパロディスト

### 表現者
- マッド・アマノ（フォトモンタージュで時事ネタや風刺ネタを使ったパロディを行う。写真週刊誌『FOCUS』の最後のページを使った広告風の（狂告の時代）が有名。）

### コメディ及びお笑い系
- アル・ヤンコビック（有名ミュージシャンの曲の替え歌とパロディPV）
- いっこく堂（腹話術人形を使ったパロディネタもしている）
- グッチ裕三（ものまね番組をはじめ、『ハッチポッチMTV』等でも数多く披露。）
- ニール・イネス（ビートルズのパロディのラットルズが代表作だが、他にも多数あり）
- マイコーりょう（マイケル・ジャクソンのパロディ）
- レスリー・ニールセン（主にパロディ映画に主演）
- 大平サブロー（横山やすしのパロディ）
- みっちー（福山雅治のパロディ）
- もっぷん（木村拓哉のものまね）

## パロディストを題材にした作品
- ソオ連の旅芸人―パロール・パロディストの一日（著:永山則夫 言葉社） (1986年3月15日)
- パロディスト教授のつぶやき（著:竹下健次郎 梓書院）(1994年9月)
- パロディストとしてのオスカー・ワイルド（著:堀江珠喜 親和女子大学）(不明)